# Diario di una schiappa (serie)

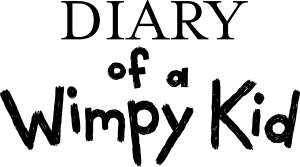
Logo del libro

Diario di una schiappa (Diary of a Wimpy Kid) è una serie di libri per ragazzi scritta dall'autore e fumettista Jeff Kinney. Tutti i libri principali sono strutturati come diari del personaggio principale, Greg Heffley, e sono composti da vignette rappresentati le avventure quotidiane di Greg. Dall'uscita della versione online nel maggio 2004, la maggior parte dei libri ha ottenuto recensioni positive e successo commerciale. Nel 2020, più di 250 milioni di copie sono state vendute a livello globale.
Il primo, il secondo, il quarto e il nono libro sono stati adattati in film della 20th Century Studios.

## Trama
Greg Heffley, un ragazzino di undici anni un po' sfortunato nella propria vita, deve affrontare la scuola media. Nei vari libri sarà il protagonista di una serie di eventi con i suoi genitori e il suo migliore amico, l'infantile Rowley Jefferson. I due cercano di passare il tempo in modo originale e divertente sfuggendo ai bulli, corteggiando tante ragazze e andando in giro per il quartiere. I temi dominanti sono l'amicizia, il rapporto con i genitori, il rapporto con i fratelli e alcune cotte. Si tratta di fatto di una serie di diari che Greg, convinto di diventare presidente una volta adulto, ha intenzione di far leggere ai giornalisti come risposte alle loro numerose domande.

## Censura
I libri sono stati censurati in Tanzania dal ministro dell'istruzione Adolf Mkenda, secondo cui i testi comprometterebbero la buona qualità dell'istruzione dei bambini, considerato che i temi trattati, come la difesa dei diritti LGBTQ+ andrebbero contro le tradizioni e i costumi del Paese. Il governo ha annunciato azioni disciplinari contro le scuole che ne avevano incoraggiato la lettura ed ha esortato i genitori a controllare gli zaini dei figli, per rimuovere le eventuali copie dei libri.

## Cronologia
1. Diario di una schiappa (Diary of a Wimpy Kid, 2007), pubblicato in Italia il 5 febbraio 2008
2. Diario di una schiappa - La legge dei più grandi (Diary of a Wimpy Kid: Rodrick Rules, 2008), pubblicato in Italia il 3 febbraio 2009
3. Diario di una schiappa - Ora basta! (Diary of a Wimpy Kid: The Last Straw, 2009), pubblicato in Italia il 3 febbraio 2010
4. Diario di una schiappa - Vita da cani (Diary of a Wimpy Kid: Dog Days, 2009), pubblicato in Italia il 2 febbraio 2011
5. Diario di una schiappa - La dura verità (Diary of a Wimpy Kid: The Ugly Truth, 2010), pubblicato in Italia il 1⁰ febbraio 2012
6. Diario di una schiappa - Si salvi chi può! (Diary of a Wimpy Kid: Cabin Fever, 2011), pubblicato in Italia il 3 gennaio 2013
7. Diario di una schiappa - Guai in arrivo! (Diary of a Wimpy Kid: The Third Wheel, 2012), pubblicato in Italia il 3 gennaio 2014
8. Diario di una schiappa - Sfortuna nera (Diary of a Wimpy Kid: Hard Luck, 2013), pubblicato in Italia il 13 novembre 2014
9. Diario di una schiappa - Portatemi a casa! (Diary of a Wimpy Kid: The Long Haul, 2014), pubblicato in Italia il 10 novembre 2015
10. Diario di una schiappa - Non ce la posso fare! (Diary of a Wimpy Kid: Old School, 2015), pubblicato in Italia il 9 novembre 2016
11. Diario di una schiappa - Avanti tutta! (Diary of a Wimpy Kid: Double Down, 2016), pubblicato in Italia il 6 novembre 2017
12. Diario di una schiappa - Una vacanza da panico (Diary of a Wimpy Kid: The Getaway, 2017), pubblicato in Italia il 5 novembre 2018
13. Diario di una schiappa - Giorni da brivido (Diary of a Wimpy Kid: The Meltdown, 2018), pubblicato in Italia il 4 novembre 2019
14. Diario di una schiappa - Disastro totale (Diary of a Wimpy Kid - Wrecking Ball, 2019), pubblicato in Italia il 2 novembre 2020
15. Diario di una schiappa - Colpito e affondato! (Diary of a Wimpy Kid - The Deep End, 2020), pubblicato in Italia il 25 ottobre 2021
16. Diario di una schiappa - Bel colpo (Diary of a Wimpy Kid - Big Shot, 2021), pubblicato in Italia il 25 ottobre 2022
17. Diario di una schiappa - Il Re del Rock (Diary of a Wimpy Kid - Diper Överlöde, 2022), pubblicato in Italia il 24 ottobre 2023
18. Diario di una schiappa - Vuoto Cosmico (Diary of a Wimpy Kid - No Brainer, 2023), pubblicato in Italia il 22 ottobre 2024
19. Diario di una schiappa - Pasticcio Bollente (Diary of a Wimpy Kid - Hot Mess, 2024), pubblicherà in Italia quest'anno (2025)

### Edizioni speciali
- Diario di una schiappa - Fai da te (Diary of a Wimpy Kid Do-It-Yourself Book, 2008), pubblicato in Italia nel 2010
- Diario di una schiappa - Il film. Come Greg Heffley è arrivato a Hollywood (The Wimpy Kid Movie Diary, 2010), pubblicato in Italia il 14 novembre 2012
- The Wimpy Kid Movie Diary 2: Rodrick Rules (2011)
- The Wimpy Kid Movie Diary 3: Dog Days (2012)
- Diario di una schiappa - Il libro del film (2012)
- Commentarii de inepto puero (2015)
- Diario di una schiappa - Il libro del film - Portatemi a casa! (The Wimpy Kid Movie Diary - The Long Haul, 2017)
- 'O diario 'e nu maccarone. Nu cuntu cu 'e figurelle (2018)
- Diario di un amico fantastico (Diary of an Awesome Friendly Kid, 2019), pubblicato in Italia il 6 maggio 2019
- Le avventure di un amico fantastico (Rowley Jefferson's Awesome Friendly Adventure, 2020), pubblicato in Italia il 4 agosto 2020
- Le storie di paura di un amico fantastico (Rowley Jefferson's Awesome Friendly Spooky Stories, 2021), pubblicato in Italia il 20 maggio 2021

## Trasposizioni cinematografiche
Sulla base dei romanzi di Jeff Kinney sono stati tratti quattro film:
- Diario di una schiappa (Diary of a Wimpy Kid) (2010)
- Diario di una schiappa 2 - La legge dei più grandi (Diary of a Wimpy Kid: Rodrick Rules) (2011)
- Diario di una schiappa - Vita da cani (Diary of a Wimpy Kid: Dog Days) (2012) (include anche elementi del romanzo Ora basta!)
- Diario di una schiappa - Portatemi a casa! (Diary of a Wimpy Kid: The Long Haul) (2017)
- Diario di una schiappa (Diary of a Wimpy Kid) (2021)
- Diario di una schiappa - La legge dei più grandi (Diary of a Wimpy Kid: Rodrick Rules) (2022)
- Diario di una schiappa a Natale - Si salvi chi può! (Diary of a Wimpy Kid Christmas: Cabin Fever) (2023)
- Diario di una schiappa - Ora basta! (Diary of a Wimpy Kid: The Last Straw) (2025)

Nella versione speciale in DVD del primo film sono contenute sedici pagine del libro La dura verità, mentre in quella del terzo film sono contenute sedici pagine del libro Si salvi chi può!